# 1408 en santé et médecine
| Années de la santé et de la médecine : 1405 - 1406 - 1407 - 1408 - 1409 - 1410 - 1411    |
| Décennies de la santé et de la médecine : 1370 - 1380 - 1390 - 1400 - 1410 - 1420 - 1430 |

Cet article présente les faits marquants de l'année 1408 en santé et médecine.

## Événements
- Décembre : le roi Charles VI accorde aux barbiers de Tours des statuts semblables à ceux qu'ont reçus les barbiers de Paris en 1383[1].
- Un office de douze commissaires à la santé publique est institué à Barcelone en Catalogne[2].
- La faculté de médecine de Paris interdit à Jean de Pise l'exercice public de la chirurgie parce qu'il va être reçu docteur en médecine et qu'il est déshonorant à un médecin de pratiquer une activité manuelle[3].
- Fondation de l'hôpital Saint-Jean-Baptiste à Saint-Omer en Artois, par les héritiers de Jean de Wissocq, conçu pour « recevoir, coucher, héberger et alimenter les pauvres[4] » et qui, à partir de 1430, accueillera aussi les malades[5].
- Un apothicaire est mentionné à l'hôpital du Saint-Esprit à Arles, en Provence, confirmant la présence d'une pharmacie hospitalière « précoce, active et de qualité[6] » dans cette ville dont les hôpitaux disposent d'un médecin, d'un chirurgien et d'un apothicaire[7].

## Personnalités
- Fl. Geoffroi d'Abbeville, médecin et astrologue du dauphin Louis[8].
- Fl. Hannequin Clement[8], Jean Milet, Jean Poulain et Pierre Richart[9], maîtres barbiers à Tours.
- Fl. Jean Ottorem et Pierre de Haquavilla, étudiants à la faculté de médecine de Paris[9].
- Fl. Monot Siquart, chirurgien à Bordeaux[9].
- 1375-1408 : fl. Gérard de Lacombe, médecin d'origine auvergnate et peut-être formé à Montpellier, au service de Louis II, duc de Bourbon, du roi de France Charles VI et de la reine Isabeau[8].
- 1386-1408 : fl. Aubry Jacometi, barbier à Avignon en Provence, originaire de Toul en Lorraine[8].
- 1403-1408 : fl. Simon de Bosco, licencié en médecine à Paris[9]
- 1408-1409 : fl. Barthélemy[8] et Nicolas de Sales[9], respectivement médecin et barbier à Marseille, examinateurs des personnes suspectes de lèpre.
- 1408-1410 : fl. Jean de Fonte[8] et Nicolas Vosquin[9], reçus respectivement licencié et maître à la faculté de médecine de Paris.
- 1408-1411 : fl. Jean de Leydis, maître ès arts et étudiant en médecine à Paris[9].
- 1408-1418 : fl. Guillaume Mathola, chirurgien barbier de l'hôpital du Saint-Esprit à Marseille[8].
- 1408-1427 : fl. Jean Warin, professeur de médecine à Paris[9].
- 1408-1442 : fl. Rasso Dogghert, reçu maître en médecine à Paris, régent en 1411-1412[9].
- 1408-1457 : fl. Moïse Marvan, chirurgien de l'hôpital du Saint-Esprit de Marseille, a soigné Louis II, roi de Naples, pour la maladie de la vessie dont il est mort en 1417[9].